# سلما جیمز
سلما جیمز (به انگلیسی: Selma James) (زادهٔ ۱۵ اوت ۱۹۳۰) نویسنده آمریکایی، فمینیست و کنشگر اجتماعی است. او به همراه ماریاروزا دالا کاستا نویسندهٔ کتاب قدرت زنان و واژگونی جامعه است. او همچنین یکی از بنیانگذاران «کمپین بین‌المللی دستمزد برای کار خانگی» و هماهنگ‌کنندهٔ «اعتصاب جهانی زنان» است.

## زندگی اولیه و فعالیت
سلما دایک در سال ۱۹۳۰ در محلهٔ براونزویلِ بروکلین، نیویورک، در خانواده‌ای یهودی متولد شد. پدرش راننده کامیون و مادرش پیش از تولد فرزندان، کارگر کارخانه بود. در جوانی، سلما در کارخانه‌ها کار می‌کرد و سپس به عنوان خانه‌دار تمام‌وقت و مادر پسرش، سم، فعالیت داشت. او با پدر سم، که همکار کارخانه‌ای‌اش بود، ازدواج کوتاهی داشت. در سن ۱۵ سالگی، به گروه جانسون–فارست پیوست که یکی از سه رهبر آن سی.ال.آر. جیمز بود و در کلاس‌های او دربارهٔ برده‌داری و جنگ داخلی آمریکا شرکت می‌کرد.

### دهه‌های ۱۹۵۰ و ۱۹۶۰
در سال ۱۹۵۲، کتاب «جایگاه زن» را نوشت که ابتدا به صورت ستونی در نشریهٔ «Correspondence» منتشر شد؛ این نشریه دو هفته‌نامه‌ای بود که توسط خوانندگانش، عمدتاً از طبقه کارگر، نوشته و ویرایش می‌شد. این نشریه در آن زمان غیرمعمول بود، زیرا صفحاتی اختصاصی برای دادن صدای مستقل به زنان، جوانان و سیاه‌پوستان داشت. سلما جیمز ستون‌نویس منظم و ویراستار صفحه زنان بود. در سال ۱۹۵۵، به انگلستان رفت تا با سی.ال.آر. جیمز ازدواج کند؛ او در دوره مک‌کارتیسم از ایالات متحده اخراج شده بود. آن‌ها به مدت ۲۵ سال با هم بودند و همکاران نزدیک سیاسی محسوب می‌شدند.
از سال ۱۹۵۸ تا ۱۹۶۲، در ترینیداد و توباگو زندگی کرد و همراه با همسرش در جنبش استقلال و فدراسیون هند غربی فعال بود. پس از استقلال، به بریتانیا بازگشت و در سال ۱۹۶۵ اولین دبیر سازمان‌دهندهٔ کمپین علیه تبعیض نژادی شد و در سال ۱۹۶۹ عضو مؤسس جنبش اقدام منطقه‌ای سیاهان و ویراستار نشریه آن بود.

## دستمزد برای کار خانگی
در ژانویه ۱۹۷۱، جیمز در برنامه رادیویی بی‌بی‌سی به نام «مردم برای فردا» شرکت کرد و با استفاده از تجربیات خود در مشاغل کم‌درآمد و به عنوان مادر و خانه‌دار، همچنین مصاحبه با زنان خانه‌دار تمام‌وقت و زنانی که خارج از خانه کار می‌کردند و همچنان بیشتر کارهای خانه را انجام می‌دادند، به بررسی استثمار زنان در جامعه پرداخت. در سال ۱۹۷۲، انتشار کتاب «قدرت زنان و تضعیف جامعه» (با همکاری ماریاروزا دالا کوستا) بحث «کار خانگی» را مطرح کرد و نشان داد که چگونه کارهای خانه و مراقبتی که زنان خارج از بازار انجام می‌دهند، کل طبقه کارگر را تولید می‌کند و بنابراین اقتصاد بازار، بر اساس کار بدون مزد زنان بنا شده است.
در همان سال، جیمز کمپین بین‌المللی «دستمزد برای کار خانگی» را تأسیس کرد که از دولت برای کار بدون مزد در خانه و جامعه درخواست دستمزد می‌کرد. بحث‌های شدیدی درگرفت دربارهٔ اینکه آیا مراقبت تمام‌وقت «کار» است یا «نقش» — و آیا باید با دستمزد جبران شود یا خیر. مقالهٔ جیمز در سال ۱۹۷۲ با عنوان «زنان، اتحادیه‌ها و کار» در کنفرانس ملی زنان در ۲۵–۲۶ مارس ۱۹۷۲ ارائه شد. در مصاحبه‌ای در سال ۲۰۰۲ با بی‌بی‌سی نیوز ۲۴، او اظهار داشت که کار خانگی «کار اساسی در جامعه» است و زنان مستحق دستمزد هستند و گفت: «ما همچنین می‌خواهیم جامعه اذعان کند که کاری که ما انجام می‌دهیم اساسی و مهم است.»

## فعالیت‌های اخیر
سلما جیمز در بریتانیا، ایالات متحده و سایر کشورها در موضوعات متنوعی از جمله «جنسیت، نژاد و طبقه»، «آنچه مارکسیست‌ها هرگز دربارهٔ مارکس به ما نگفتند»، «سنت یهودی بین‌المللی»، «بازکشف تانزانیا نییرره»، «سی.ال.آر. جیمز به عنوان سازمان‌دهندهٔ سیاسی» و «جین ریس: پریدن به تیا» سخنرانی کرده است.

### فعالیت‌های فمینیستی
از سال ۲۰۰۰، جیمز هماهنگ‌کنندهٔ بین‌المللی «اعتصاب جهانی زنان» بوده است؛ شبکه‌ای از زنان در سطح پایه که اقدامات و ابتکاراتی را در بسیاری از کشورها هماهنگ می‌کند. این اعتصاب از جامعه می‌خواهد که «در مراقبت سرمایه‌گذاری کند، نه در کشتار» و بودجه‌های نظامی را به جامعه، با اولویت زنان، بازگرداند. او از سال ۲۰۰۲ با انقلاب ونزوئلا همکاری داشته است. جیمز یکی از بنیان‌گذاران «مرکز زنان کراس‌رودز» است که در سال ۱۹۷۵ تحت حمایت کمپین «دستمزد برای کار خانگی» در منطقه‌ای نزدیک به ایستگاه راه‌آهن یستون لندن تأسیس شد و اکنون در کنتیش تاون واقع است. او همچنین سردبیر کل «کراس‌رودز بوکز» است.

### فعالیت‌های سوسیالیستی
در آوریل ۲۰۰۸، جیمز به همراه رالف و نورین ایبوت، زوجی که در دههٔ ۱۹۶۰ عضو «انجمن تانزانیا بریتانیا» بودند، به ادینبورو سفر کرد تا در سالگرد «روز اتحاد تانزانیا» که در ۲۶ آوریل برگزار می‌شود، شرکت کند. او در جلسه‌ای که توسط «انجمن جامعه تانزانیا ادینبورگ» برگزار شد، دربارهٔ «اوجاما» (سوسیالیسم آفریقایی) ژولیوس نایرره در دههٔ ۱۹۶۰ در تانزانیا و «انجمن توسعه رووما» (RDA) و «اعلامیه آروشا» صحبت کرد. RDA ریشه در «انجمن توسعه رووما» اصلی دارد که در اوایل دههٔ ۱۹۶۰ ثبت شد و با تشویق ژولیوس نایرره، اولین رئیس‌جمهور تانزانیا، پس از استقلال، چندین روستای جمعی با هم متحد شدند و آنچه به عنوان روستاهای اوجاما شناخته می‌شود را سازمان‌دهی کردند. نیروی محرکهٔ پشت این انجمن، نتیمبانجایو میلینگا بود که دبیر شاخهٔ محلی «اتحادیه جوانان تانزانیا» بود و توسط رالف ایبوت، نقشه‌بردار انگلیسی که به عنوان مشاور عمل می‌کرد و موافقت کرد با خانواده‌اش در روستای لیتوا زندگی و کار کند، حمایت می‌شد. این جلسه در «ویورلی کر سولاس» در ابی مونت برگزار شد.
در ژوئیهٔ ۲۰۱۵، جیمز از کمپین جرمی کوربین در انتخابات رهبری حزب کارگر حمایت کرد.

### فعالیت‌های ضد صهیونیستی
جیمز یکی از اعضای مؤسس «شبکه بین‌المللی یهودیان ضد صهیونیسم» است. در مهٔ ۲۰۰۸، او نامه‌ای را که توسط یهودیان بریتانیایی در شصتمین سالگرد اسرائیل منتشر شد، امضا کرد و توضیح داد که چرا شصتمین سالگرد اسرائیل را جشن نمی‌گیرد. در اوت ۲۰۱۵، او یکی از امضاکنندگان نامه‌ای بود که گزارش‌دهی «کرونیکل یهودی» دربارهٔ ارتباط جرمی کوربین با افرادی که به عنوان ضدیهود شناخته می‌شوند را مورد انتقاد قرار داد.

## آثار
- جایگاه زن (۱۹۵۲)
- قدرت زنان و واژگونی جامعه (به همراه ماریا روزا دالا کوستا؛ ۱۹۷۲)، ترجمه به فارسی با عنوان «زنان و جامعه؛ قدرت و واژگونی» توسط سروناز احمدی، انتشارات افکار
- زنان، اتحادیه‌ها و کار، یا چه نباید کرد (۱۹۷۶)
- جنسیت، نژاد و طبقه (۱۹۷۴)
- متجاوزی که اجاره را می‌پردازد (نویسنده همکار، ۱۹۸۲)
- مارکس و فمینیسم (۱۹۸۳)
- روسپی‌ها در خانه خداوند (۱۹۸۳)
- بانوان و خدمه: جین آستن و جین ریس (۱۹۸۳)
- بیگانگان و خواهران: زنان، نژاد و مهاجر (۱۹۸۵)
- آشپزخانه جهانی: دلایل شمارش کار بدون مزد (۱۹۸۵، ۱۹۹۵)
- شیر مهربانی انسانی: دفاع از شیردهی در برابر بازار جهانی و صنعت ایدز (همکار نویسنده؛ ۲۰۰۳)
- مقدمه‌ای بر ایجاد اقتصاد مراقبتی: نورا کاستاندا و بانک توسعه زنان ونزوئلا (۲۰۰۶)
- مقدمه‌ای بر اعلامیه آروشا، بازکشف تانزانیا نییرره (۲۰۰۷)
- جنسیت، نژاد و طبقه—چشم‌انداز پیروزی: گزیده‌ای از نوشته‌ها ۱۹۵۲–۲۰۱۱ (۲۰۱۲)
- زمان ما اکنون است: جنسیت، نژاد، طبقه و مراقبت از مردم و سیاره، ویرایش. نینا لوپز، پیشگفتا مارگارت پرسکاد (۲۰۲۱)[۱۵]